# New Zealand Bill of Rights Act 1990
Der New Zealand Bill of Rights Act 1990 (NZBORA) (Neuseeland-Grundrechte-Gesetz) ist ein Gesetz, das die Menschenrechte und Grundrechte in Neuseeland bestätigen, schützen und fördern soll. Des Weiteren bestätigt das Gesetz das Bekenntnis zum International Covenant on Civil and Political Rights (ICCPR) (Internationaler Pakt über bürgerliche und politische Rechte).
Das Gesetz schuf kein neues Recht, sondern bestätigte lediglich bestehendes allgemeines Recht in Neuseeland. Das Gesetz zählt zu den verfassungsgebenden Gesetzen des Landes.

## Inhalte des Gesetzes
Der New Zealand Bill of Rights Act 1990 garantiert 
- das Recht auf Leben und Sicherheit einer Person, indem niemand in seinem Leben benachteiligt werden darf; niemand inhuman behandelt oder gefoltert werden darf; niemand Objekt medizinischer oder wissenschaftlicher Experimente sein warf und jeder das Recht hat, medizinische Hilfe abzulehnen,
- demokratische und zivile Rechte, indem jeder über 18 Jahre das Recht zum Wählen hat; die Freiheit seiner Gedanken, seines Gewissens und seiner religiösen Anschauung hat; die Freiheit hat, sich Auszudrücken, auch in seinem Glauben; die Freiheit hat, sich mit anderen zu versammeln und Vereinigungen zu gründen und sich freizügig bewegen darf,
- Minderheitenrechte und das Recht, nicht diskriminiert werden zu können,
- das Recht vor unbegründeter Verfolgung und Festnahme geschützt zu sein; bei Arrest, das Recht auf Information und Rechtsbeistand und das Recht auf Gerechtigkeit.

Allerdings können die Rechte im Einzelfall durch einen Richter eingeschränkt werden, wenn anderes Recht ihnen entgegensteht. Der Gesetzgeber muss aber bei der Erstellung neuer Gesetze den New Zealand Bill of Rights Act 1990 berücksichtigen.

## Öffentliche Kritik an dem Gesetz
Obwohl der New Zealand Bill of Rights Act 1990 verbriefte Rechte enthält, die zu einer Verfassung eines Landes gehören, hat es nicht den Character eines Supreme Law (Verfassung), da das Gesetz mit einer einfachen Mehrheit des Parlamentes wieder geändert werden kann und nicht über anderen Gesetzen steht. Der Forderung aus dem öffentlichen Raum, das Gesetz deshalb auf Verfassungsebene zu heben, wurde bisher nicht nachgekommen. Befürworter dieses Gesetzes gaben aber zu bedenken, dass das Gesetz flexibel gehalten werden sollte und die Möglichkeit bestehen sollte, dass das Gesetz leichter den geänderten gesellschaftlichen Bedingungen angepasst werden kann. Dem steht entgegen, dass wenn der New Zealand Bill of Rights Act 1990 mit anderen Gesetzen im Konflikt steht und diese wegen des fehlenden Verfassungsrangs des New Zealand Bill of Rights Act 1990 nicht überschrieben werden können, die Richter das Recht im Einzelfall interpretieren müssen.
Auch wurde Kritik geäußert, dass kein Versuch unternommen wurde, den Treaty of Waitangi und die Rechte der Māori in dem Gesetz zu berücksichtigen.

## Reformdiskussion
Im Dezember 2013 wurde von dem Constitutional Advisory Panel (Beratungsgremium zu Verfassungsfragen) ein Bericht mit Empfehlungen dem neuseeländischen Parlament vorgelegt. In diesem Bericht wurde vorgeschlagen:
- dem Gesetz ökonomische, soziale und kulturelle Rechte, sowie Eigentumsrechte und Umweltrechte hinzuzufügen,
- den Executive Council und das Parlament besser in Einklang mit dem Gesetz zu bringen,
- dem Rechtswesen mehr Macht zugeben, die Gesetzgebung im Einklang mit dem Gesetz zu bringen.[5]

Bisher wurden die Vorschläge aber parlamentarisch nicht umgesetzt.